# نمایشگاه پاییزی

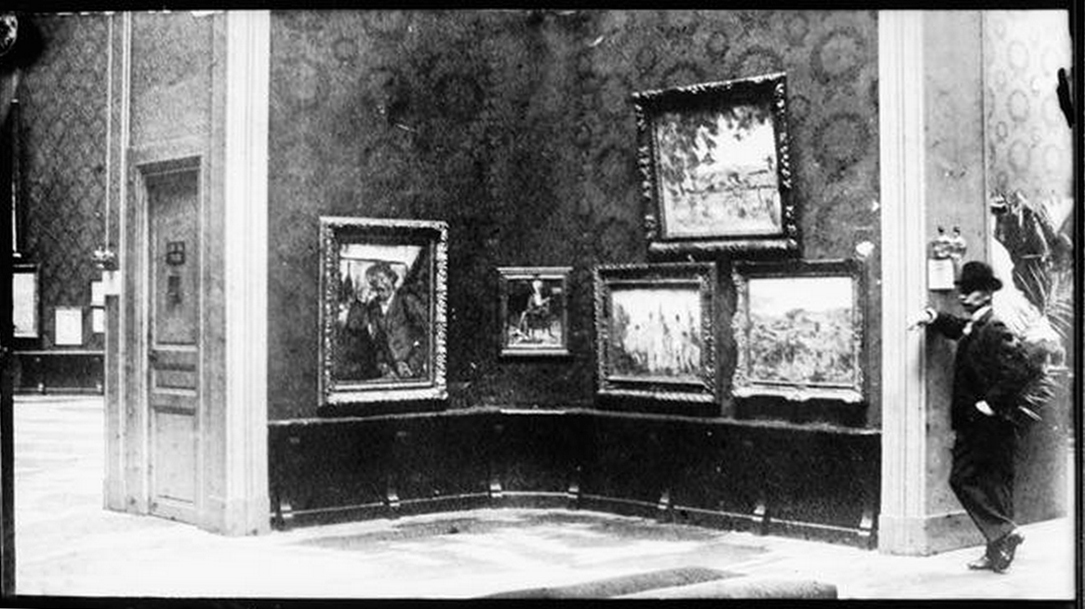
سالن پاییز در سال ۱۹۰۴

نمایشگاه پاییزی (انگلیسی: Salon d'Automne) یا سالن پاییزی،  یک نمایشگاه هنری سالانه در پاریس می‌باشد که از سال ۱۹۰۳ اولین سالن آن تحت ابتکار معمار بلژیکی، مرد ادبی و هنری فرانتس جورداین همراه با معماری هکتور گیمارد اجرا گردید که نقاشانی همچون جورج دساویلری، اوژن کاریر، فلیکس والوتون، ادوار وویار و مزون یانسن که یک دفتر دکوراسیون داخلی مستقر در پاریس بود در آن مشارکت داشتند، مزون یانسن اولین شرکت طراحی واقعاً جهانی بود که در سال ۱۸۸۰ توسط ژان هانری یانسن تأسیس گردید
این نمایشگاه عظیم تقریباً بلافاصله سرمشق تحولات و نوآوری‌هایی در نقاشی قرن بیستم در زمینهٔ نقاشی، رسم، مجسمه‌سازی، حکاکی، معماری و هنرهای تزئینی گشت، در سال‌های برپایی اولین سالن هنرمندانی همچون پیر آگوست رنوآر حمایت خود از این نمایشگاه را اعلام کرد و حتی هنرمند دیگر آگوست رودن چندین کار از آثار خودش را به نمایش گذاشت،
از زمان آغاز آن آثار هنرمندانی همچون پل سزان، آنری ماتیس، پل گوگن، جورج روالت، آندره دورن، آلبر مارکه، ژان متزینگر، آلبر گلز و مارسل دوشان در این سالن به نمایش گذاشته شد، علاوه بر سال ۱۹۰۳ که سال افتتاحیه نمایشگاه بود، شاهد ۳ تاریخ مهم دیگر در رابطه با سالن پاییز هستیم، سال ۱۹۰۵ که منجر به پیدایش سبک فوویسم گردید، سال ۱۹۱۰ که شاهد راه‌اندازی کوبیسم هستیم و در نهایت سال ۱۹۱۲ که منجر به ایجاد یک دشمنی بیگانه و نزاع در مجمع ملی گردید.

## نگارخانه

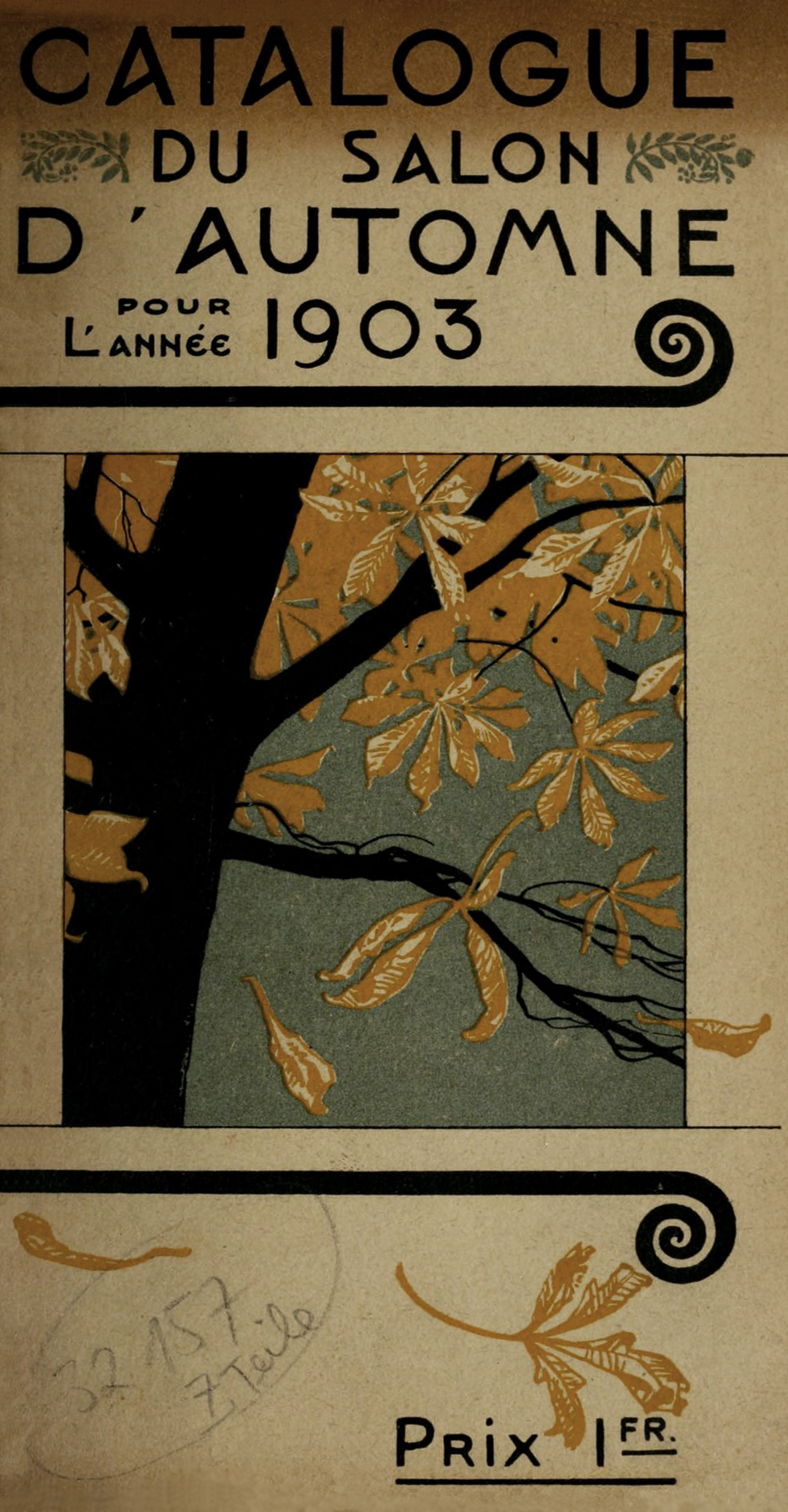
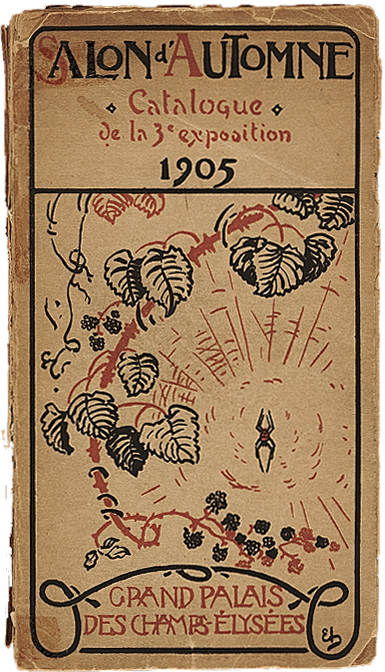
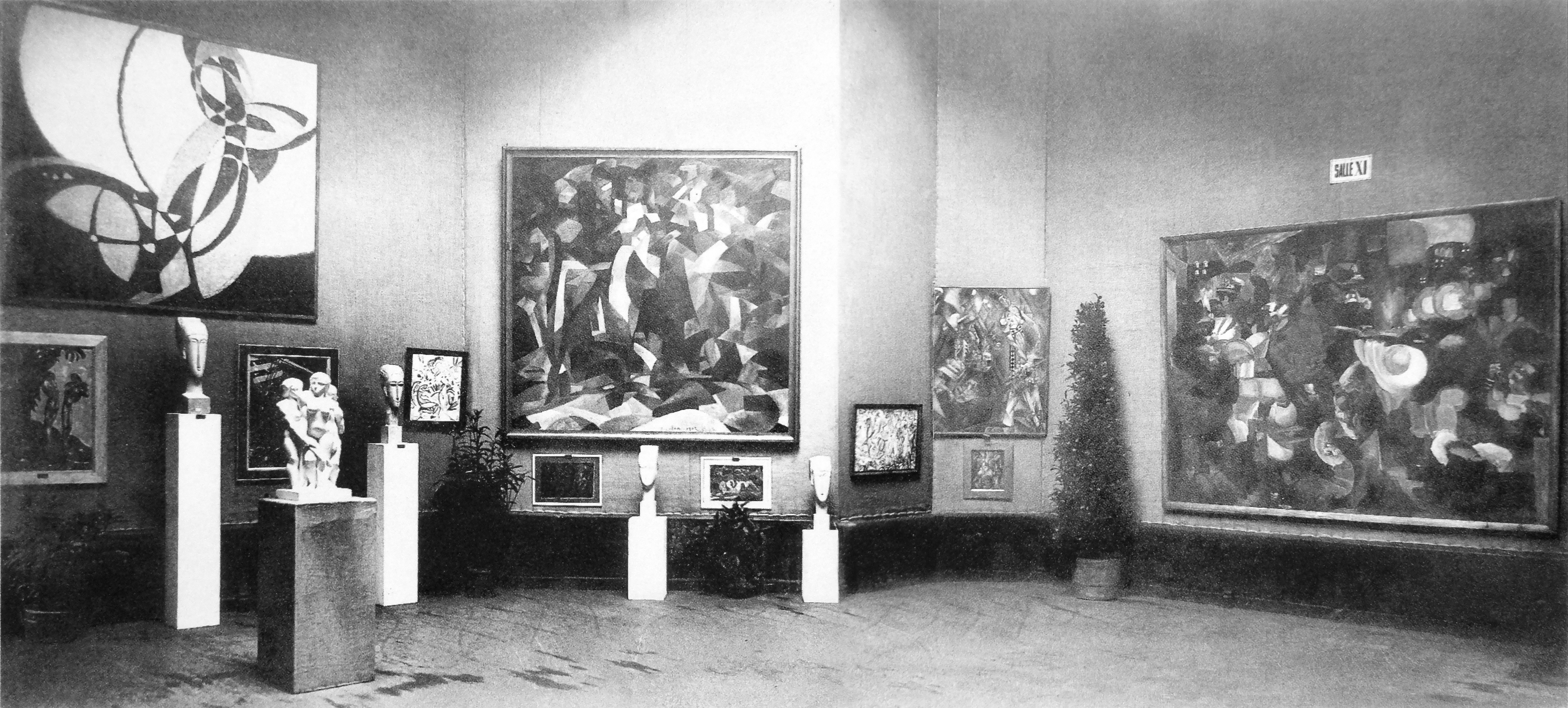
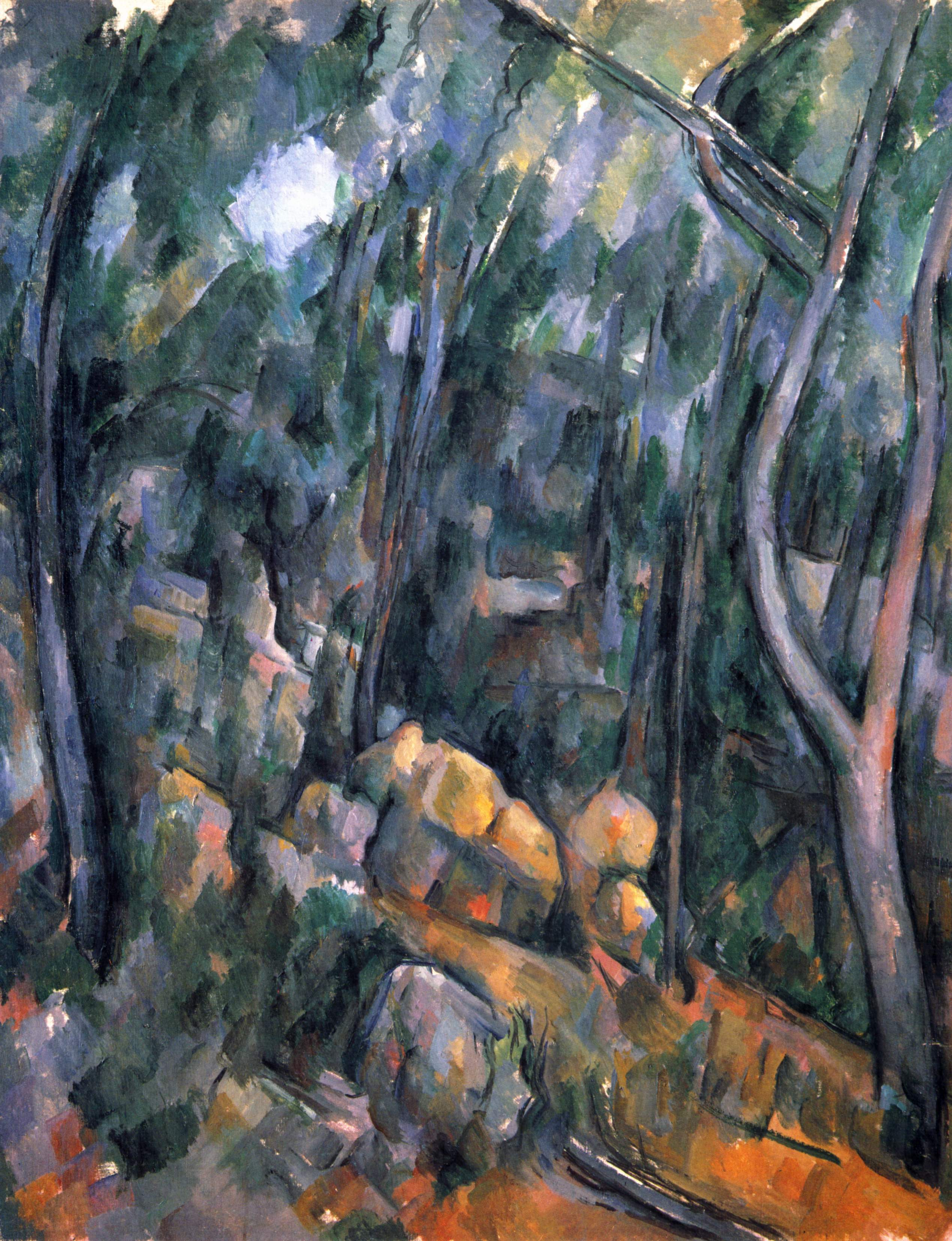
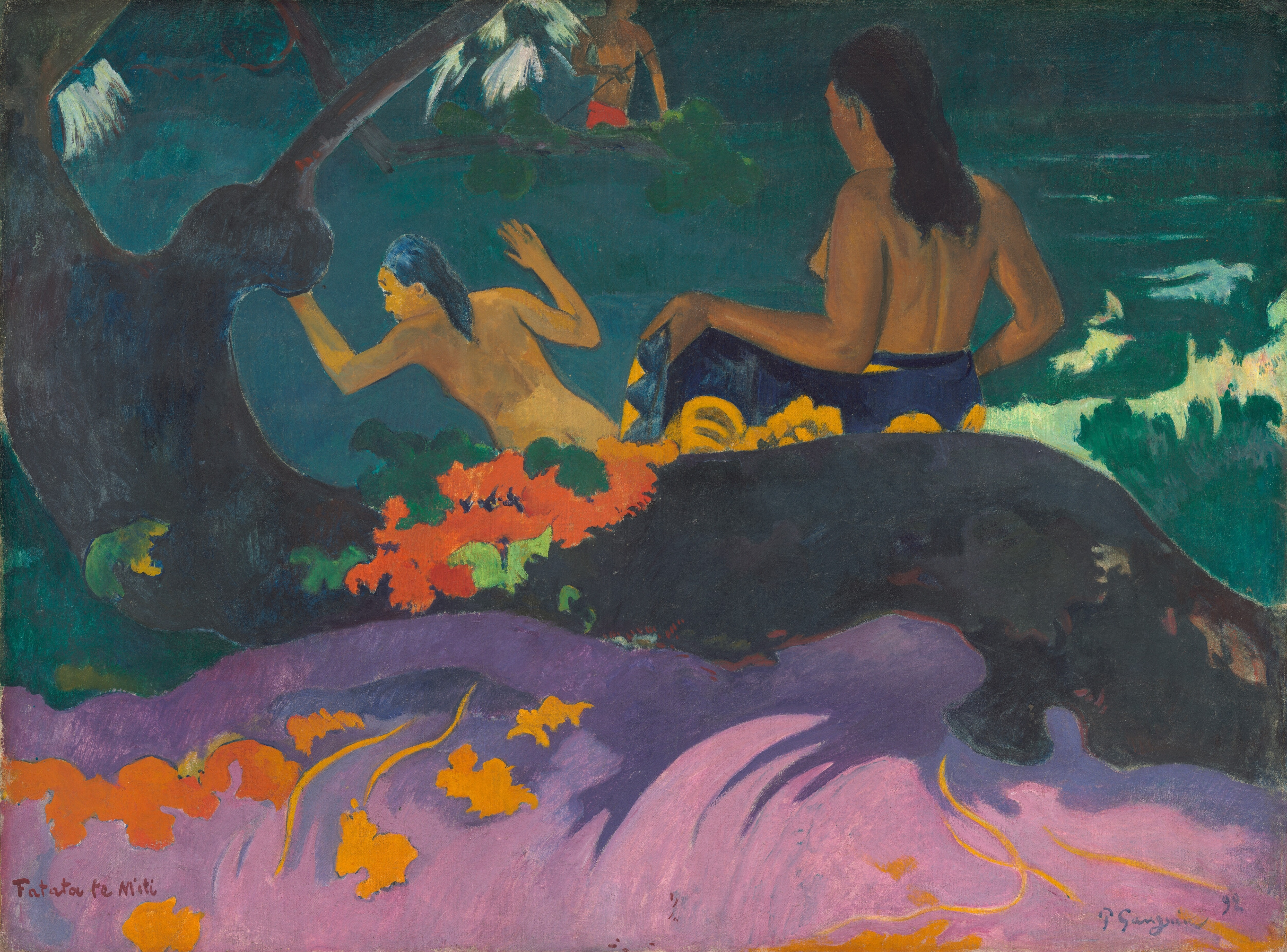
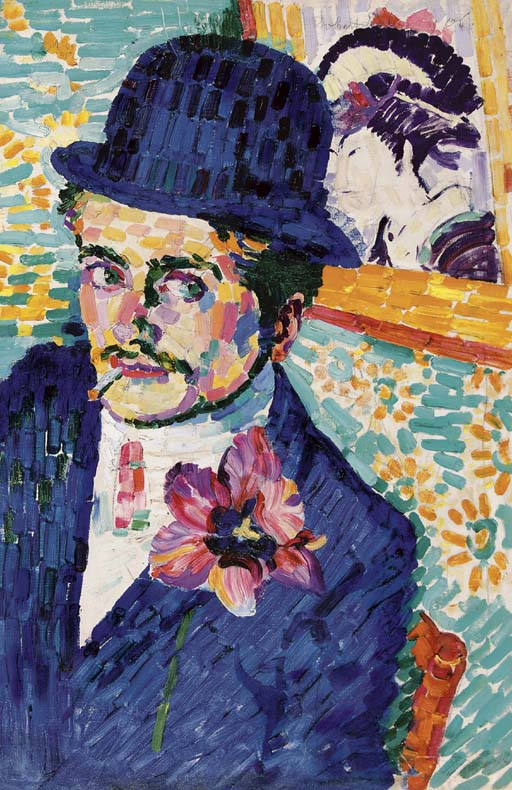
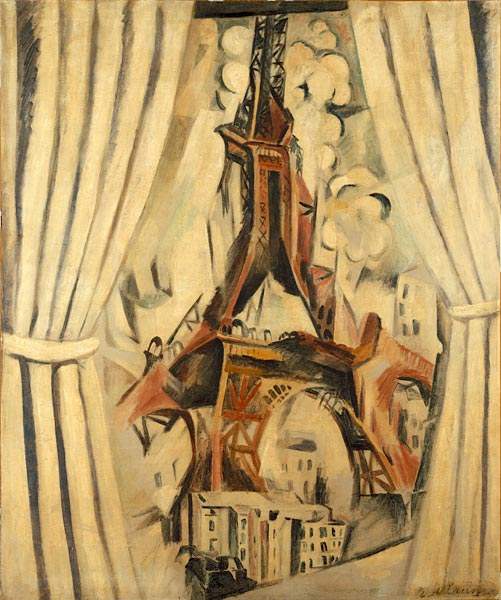
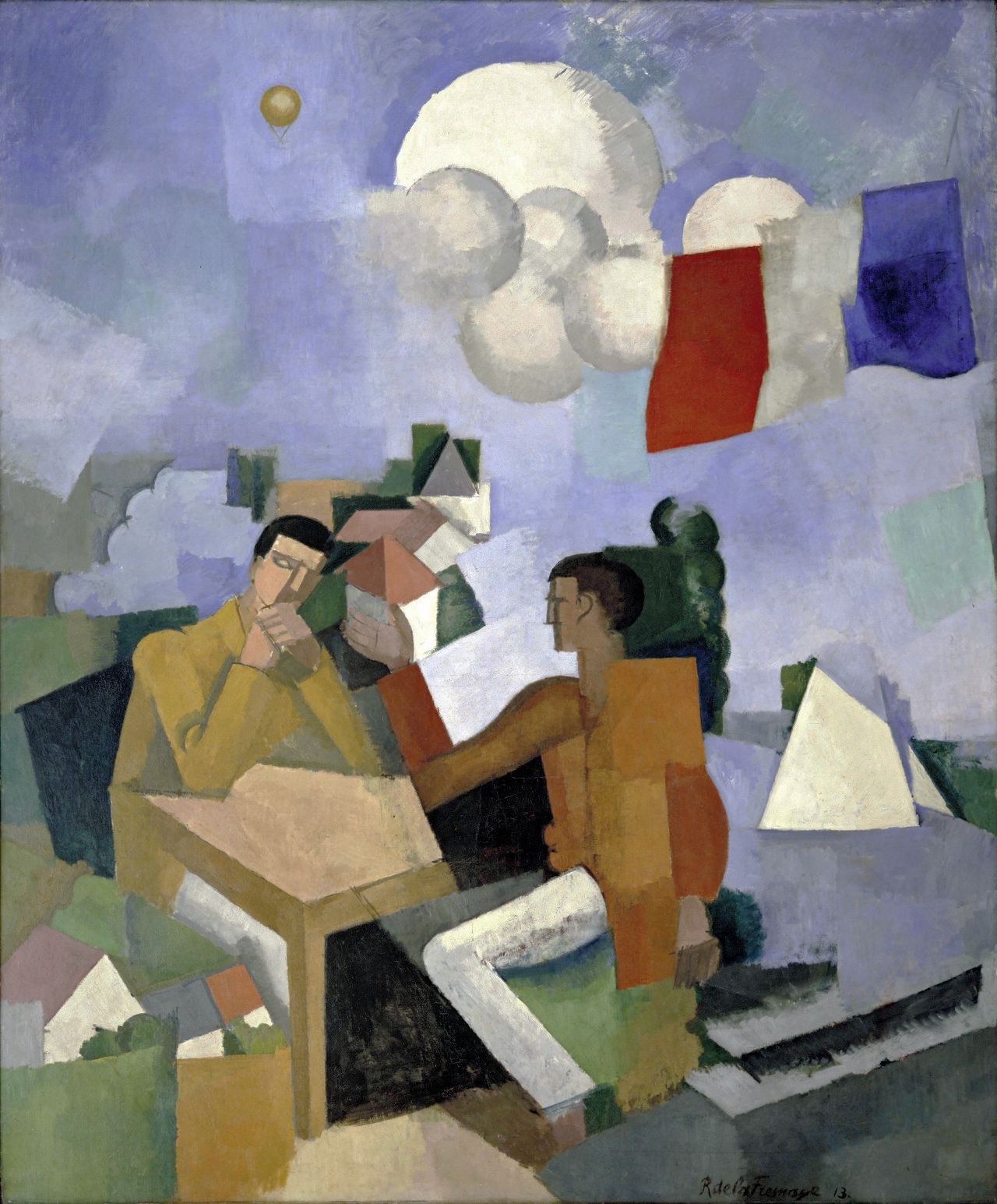
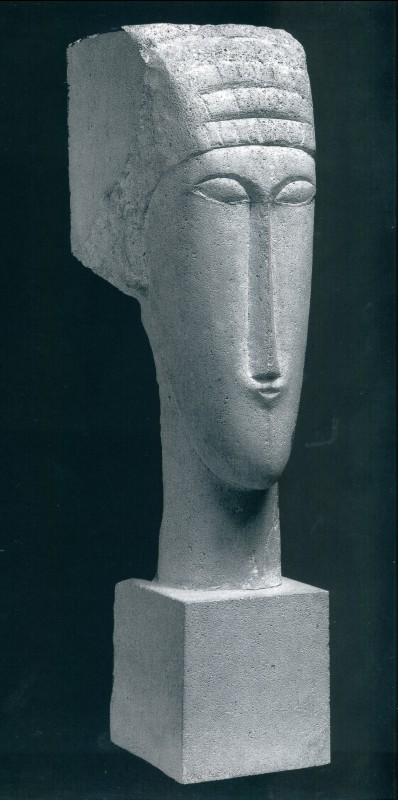